# Sclerolobium aureum
Sclerolobium aureum är en ärtväxtart som först beskrevs av Louis René Tulasne, och fick sitt nu gällande namn av Henri Ernest Baillon. Sclerolobium aureum ingår i släktet Sclerolobium och familjen ärtväxter.

## Underarter
Arten delas in i följande underarter:
- S. a. aureum
- S. a. grandiflorum

## Bildgalleri

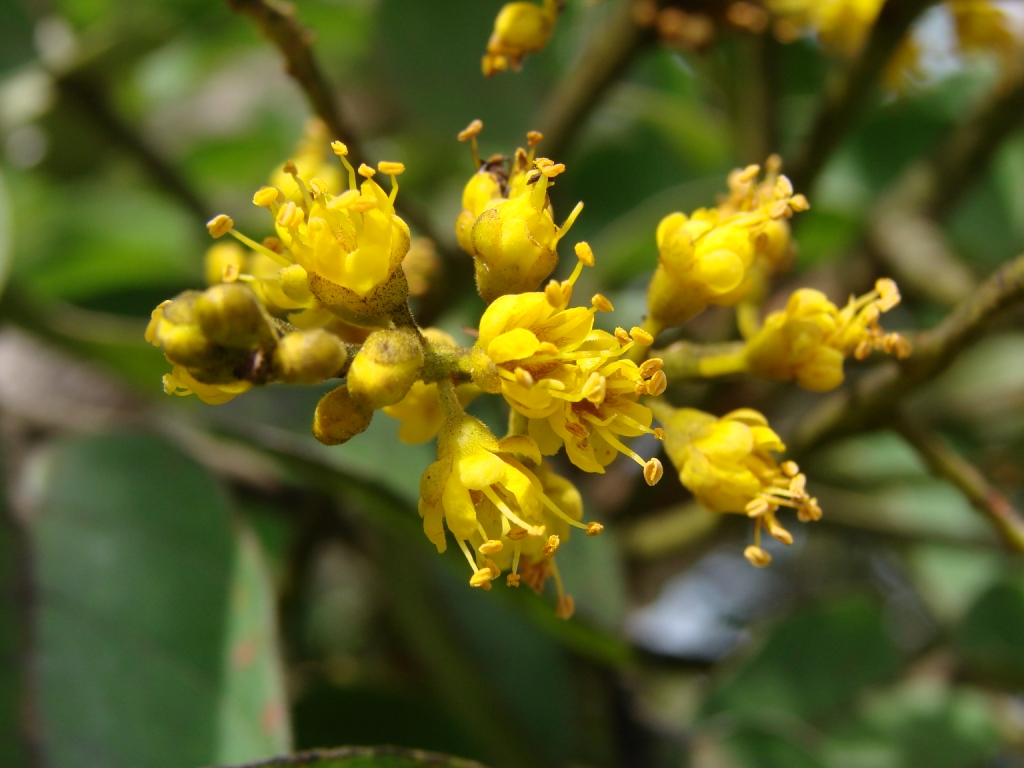
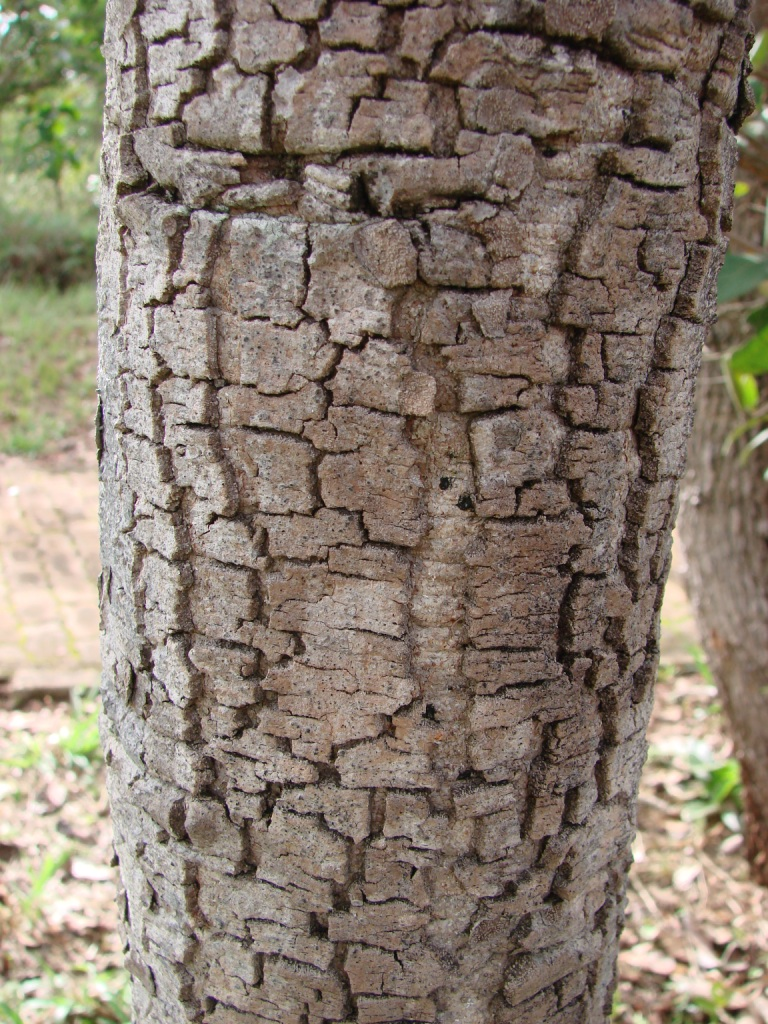
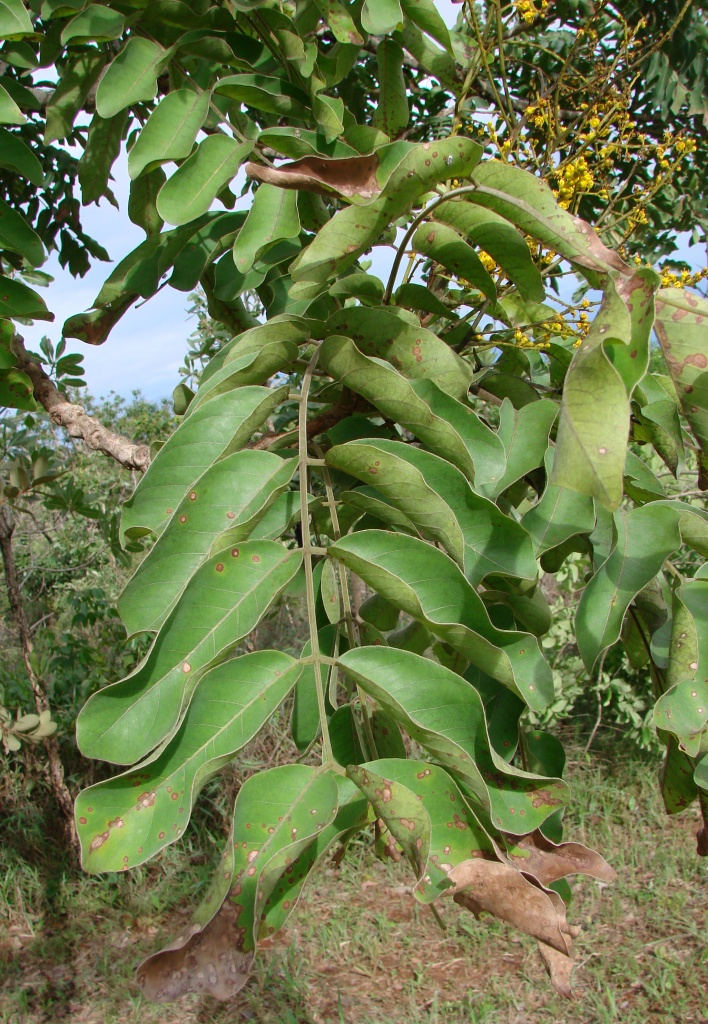